# Vilar Maior
Vilar Maior era una freguesia portuguesa del municipio de Sabugal, distrito de Guarda.

## Historia
Aunque los restos arqueológicos acreditan su ocupación desde la Edad del Bronce, el desarrollo de la población tuvo lugar a fines del siglo XII, con la repoblación de la región de Ribacoa por la Corona leonesa, siendo Alfonso IX de León quien le otorgó su primera carta puebla.
A finales del siglo XIII, Vilar Maior formó parte de las posesiones del infante Pedro de Castilla, que era hijo de Alfonso X de Castilla y de la reina Violante de Aragón. El infante Pedro de Castilla también fue señor de Ledesma, Cabra, Alba de Tormes, Montemayor del Río, Salvatierra y Granadilla, y también poseía toda la ribera del Río Coa y las villas de Castelo Rodrigo, Sabugal y Alfayates, que actualmente se encuentran en territorio portugués.
Y a la muerte del infante Pedro, que falleció en Ledesma en octubre de 1283, la mayoría de sus señoríos, incluyendo el de Vilar Maior, fueron heredados por su único hijo legítimo, Sancho de Castilla el de la Paz. Sin embargo, en 1297, con la firma del Tratado de Alcañices entre la Corona de Castilla y León y el Reino de Portugal, quedó establecido que las villas y fortalezas de Vilar Maior, Castelo Melhor, Castelo Rodrigo, Sabugal, Alfayates, Castelo Bom, Almeida, y Monforte da Beira pertenecerían en lo sucesivo al reino de Portugal.
Todas las villas y fortalezas que en 1297 pasaron a manos del rey Dionisio I de Portugal estaban situadas en la comarca de Ribacoa, y antes de pertenecer a Sancho de Castilla el de la Paz habían pertenecido a su padre, el infante Pedro. Y el historiador Humberto Baquero Moreno señaló que un documento fechado en 1444 revela que las villas de Vilar Maior, Castelo Melhor, Sabugal, Alfayates, Castelo Bom y Almeida recibieron del rey Dionisio I de Portugal un privilegio por el que el monarca se comprometía a que todas ellas perteneciesen siempre a la Corona, y a que nunca fueran entregadas a ninguna persona. Y el mismo historiador señaló que ese privilegio se mantuvo hasta el reinado de Juan I de Portugal, ya que después de la muerte de este algunos nobles portugueses comenzaron a cometer todo tipo de abusos y arbitrariedades en esos territorios.
El rey Dionisio I de Portugal le otorgó su carta foral el 17 de noviembre de 1296, y fijada definitivamente la frontera, el mismo monarca restauró la fortificación, en la que construyó una torre del homenaje adosada a la ciudadela primitiva. Sin embargo, con la paz la fortificación perdió importancia y comenzó un proceso de despoblación que el rey D. Manuel I trató de combatir dándole a la villa un nuevo fuero en 1509.
Durante la Guerra de la Independencia Española la villa y su castillo fueron saqueados e incendiados, acentuando la decadencia demográfica y económica. El concelho de Vilar Maior fue extinguido en la reforma administrativa de 1855, integrándose sus freguesias en el de Sabugal.
Fue suprimida el 28 de enero de 2013, en aplicación de una resolución de la Asamblea de la República portuguesa promulgada el 16 de enero de 2013 al unirse con las freguesias de Aldeia da Ribeira y Badamalos, formando la nueva freguesia de Aldeia da Ribeira, Vilar Maior e Badamalos.